# Mór stílus
A mór stílus az iszlám művészet egyik építészeti stílusa, amely Észak-Afrikában virágzott, valamint a középkori Spanyolországban és Portugáliában az arab (mór) uralom időszakában (711-1492 között).
A mór stílusra legjellemzőbb a patkóív forma, amit az idők folyamán egyre inkább csúcsosabbá tettek. A Korán tiltotta az emberábrázolást, ezért a művészek gyakran alkalmaztak geometrikus és növényi formákat. Előszeretettel alkalmazták a kupolás építési módot is. Voltak állandó elemek, amelyeket a mór stílus építészei előszeretettel alkalmaztak. Ilyen volt a vörös tégla vagy a hármas árkádsor, valamint a kazettás mennyezet és a kék csempe. 
Az építészetben a mecsetépítés és paloták, fürdőházak voltak igazi hordozói a stílus jegyeinek. A legtöbb zsinagóga is mór stílusban épült.

## Története

### Spanyolországban
A mór stílus legkiemelkedőbb spanyolországi alkotása az 1238-1358 közt épült hatalmas granadai Vörös vár, az Alhambra. A spanyolországi mór stílus megőrizte a római és vizigót művészeti elemeket. 